# Baiyoke Tower II
La Baiyoke Tower II es un rascacielos ubicado en la megapoli tailandesa de Bangkok. La construcción del rascacielos comenzó en 1990, siendo terminado en 1997. Con una altura de 304 metros es el tercero rascacielos más alto de la megapoli y del país tras el MahaNakhon. El rascacielos tiene 85 pisos que albergan un total de 673 habitaciones.